# FSV Frankfurt
FSV Frankfurt är en tysk fotbollsklubb från Frankfurt am Main och är andra klubben i staden. Under säsongen 2017/18 spelar man i Regionalliga Südwest.